# Nakanisi Eiszuke
Nakanisi Eiszuke (Szuzuka, 1973. június 23. –) japán válogatott labdarúgó.
A japán válogatott tagjaként részt vett az 1998-as világbajnokságon.

## Statisztika
| Japán válogatott | Japán válogatott | Japán válogatott |
| Időszak          | Mérk.            | gól              |
| ---------------- | ---------------- | ---------------- |
| 1997             | 5                | 0                |
| 1998             | 6                | 0                |
| 1999             | 1                | 0                |
| 2000             | 1                | 0                |
| 2001             | 0                | 0                |
| 2002             | 1                | 0                |
| Összesen         | 14               | 0                |